# Sant Ponç (Montclar)
Sant Ponç és una masia del municipi de Montclar (Berguedà) inclosa en l'Inventari del Patrimoni Arquitectònic de Catalunya.

## Descripció
És una masia de planta rectangular orientada a migdia i coberta a dues aigües parcialment desnivellades amb teula àrab. Està estructurada en planta baixa i dos pisos superiors. El parament és de carreus de pedra units amb morter i deixats a la vista. Destaquen les grans obertures, l'últim pis és un assecador i pràcticament ha desaparegut el mur a la zona de la façana principal. Al pis inferior hi ha dos grans arcs escarsers al centre, atorgant així un aspecte característic propi a l'edifici. Aquestes obertures pertanyen al segle xviii, quan es practicaren les obertures dels arcs i s'aixecà l'últim pis, descentrant aleshores la coberta. Per acabar, hi ha tot un seguit de petites construccions secundàries que envolten la masia, dedicades a pallissa, corrals, etc.

## Història
La trobem esmentada al fogatge de 1553. Es diu que el 12 octubre fogat per Pere Serra balle esmenta, entre els 20 caps de casa a Steve Ferena a Sanctpons. Aquest podria ésser un descendent de la casa com Joan Sanctpons del castell, esmentat també en el mateix fogatge.